# Пундома
Пундома — река в России, протекает по Лоухскому району Карелии.
Исток — озеро Пундом. Высота истока — 146,3 м над уровнем моря. Впадает в Пяозеро на высоте 109,5 м над уровнем моря. Длина реки составляет 40 км, площадь водосборного бассейна — 429 км².
В 10 км южнее устья реки находятся посёлки Софпорог и Новый Софпорог.
Притоки (от устья к истоку):
- Рикка (левый)
- Тима (левый, впадает в 12 км от устья Пундомы)
- безымянный (левый приток из озёр Большой и Малый Пунд — в 16 км от устья Пундомы)
- Большая (левый, впадает в 24 км от устья Пундомы)
- Агафено (левый)
- Кагра (левый, впадает в 26 км от устья Пундомы)

Также к бассейну Пундомы относятся озёра:
- Кокко (соединяется протокой с Большой)
- Большой Пунд (протекает река без названия, впадающая в Пундому)
- Малый Пунд (протекает река без названия, впадающая в Пундому)
- Шари (исток реки Рикки, впадающей в Пундому)

## Данные водного реестра
По данным государственного водного реестра России относится к Баренцево-Беломорскому бассейновому округу, водохозяйственный участок реки — Ковда от истока до Кумского гидроузла, включая озёра Пяозеро, Топозеро. Речной бассейн реки — бассейны рек Кольского полуострова и Карелии, впадает в Белое море.
Код объекта в государственном водном реестре — 02020000412102000000482.